# هابرووانی (ناحیه وستی ناد لابم)
هابرووانی (به چکی: Habrovany) یک منطقهٔ مسکونی در جمهوری چک است که در Ústí nad Labem District واقع شده‌است. هابرووانی ۲٫۸۲ کیلومتر مربع مساحت و ۲۲۳ نفر جمعیت دارد و ۲۳۸ متر بالاتر از سطح دریا واقع شده‌است.